# Jan Prax
Jan Prax (* 19. Februar 1992 in Karlsruhe) ist ein deutscher Jazzmusiker (Alt- und Sopransaxophon,  Komposition).

## Leben und Wirken
Prax begann seine musikalische Ausbildung im Alter von drei Jahren am Klavier; er erhielt zahlreiche Preise als klassischer Pianist. In seiner Jugend wuchs sein Interesse am Jazz und am Saxophonspiel. Mit einem Hochbegabten-Stipendium  des Badischen Konservatoriums studierte er bei Laszlo Wolpert und Peter Lehel. An der Hochschule für Musik Nürnberg erwarb er seinen Bachelor mit Auszeichnung bei Klaus Graf, bevor er in München ein Masterstudium begann, das er 2018 absolvierte. 
2013 trat Prax bei den Stuttgarter Jazz Open und bei den Leverkusener Jazztagen auf; er tourte in den USA und  Afrika. Sein Debütalbum Keepin' a Style Alive erschien 2015. Seit 2016 gehörte er auch zum Quintett von Riccardo Del Fra, mit dem er europaweit auftrat und auf dessen Album Moving People (2018) zu hören ist. 
Prax hat mit Musikern wie David Sanborn, Randy Brecker, Gene Lake, Kurt Rosenwinkel, Klaus Doldinger, Chris Coleman, Alex Blake, Peter Weniger, Nicky Moroch, Judy Niemack, Bobby Sanabria, Geoffroy de Masure, Dré Pallemaerts, Wawau Adler, Olaf Polziehn, Julian & Roman Wasserfuhr und dem Sunday Night Orchestra gespielt.

## Preise und Auszeichnungen
2012 gewann Prax mit seinem Quartett den Zukunftspreis der Leverkusener Jazztage. Zudem erhielt er ein Stipendium des Berklee College of Music in Boston. Das Jan Prax Quartett gewann auch den Stuttgarter Jazz Open-Playground sowie das bundesweite Jazznachwuchsfestival Leipzig. 2014 erhielt er den Sparda Jazz Award und siegte mit dem Quartett beim Tschechischen Jazz-Wettbewerb in Prag. Sein Debütalbum wurde für den Preis der deutschen Schallplattenkritik nominiert und vom UK Vibe Magazine in die TOP 20 - Best Jazz Albums of 2015 aufgenommen. 2015 wurde sein Quartett mit dem dritten Preis der Made in New York Jazz Competition ausgezeichnet. 

## Diskographische Hinweise
- Pawel Czubatka Band: Drums and Dreams (Label 11; 2014, mit Kim Barth, Stephan Gembler, Michael Harnoß, Paulo Morello, Agnes Lepp, Filip Wisniewski, Toni Hinterholzinger)
- Jan Prax Quartet: Keepin' a Style Alive (Act; 2015)
- Jan Prax Quartet: Ascending (Challenge; 2018, mit Martin Sörös, Tilman Oberbeck, Michael Mischl sowie Soweto Kinch, Bodek Janke)
- Riccardo Del Fra: Moving People (Cristal; 2018, mit Kurt Rosenwinkel, Tomasz Dabrowski, Carl-Henri Morisset, Rémi Fox, Jason Brown)